# Slavoluk pobjede u Parizu
Slavoluk pobjede u Parizu (fr. Arc de triomphe) spomenik je koji se nalazi u središtu Trga Charlesa de Gaullea (fr. Place Charles de Gaulle), poznatog i kao Place de l'Étoile (fr., Trg zvijezde). Nalazi se na zapadnom kraju avenije Elizejske poljane. Slavoluk je podignut u čast borcima za Francusku, posebno onim iz Napoleonskih ratova. Ispod slavoluka nalazi se Spomenik neznanom vojniku iz Prvog svjetskog rata.
Spomenik je projektirao Jean Chalgrin 1806. godine nešto poslije Bitke kod Austerlitza. Izgradnja je trajala do ranih 1830-ih godina. Projekt je neoklasicistička interpretacija starorimskog Titovog slavoluka. Spomenik je visok 49,5 m i 45 m širok. To je drugi najveći slavoluk na svijetu.